# Danville (New Hampshire)
Pour les articles homonymes, voir Danville.
Danville est une municipalité américaine située dans le comté de Rockingham au New Hampshire. Selon le recensement de 2010, sa population est de 4 387 habitants.

## Géographie
La municipalité s'étend sur 11,90 milles carrés (30,82 km2), dont 0,18 milles carrés (0,47 km2) d'étendues d'eau. La Rivière Powwow prend sa source à quelques kilomètres au nord de la municipalité.

## Histoire
La localité est fondée en 1694 et fait alors partie de Kingston. Elle devient une municipalité en 1760, sous le nom de Hawke (en l'honneur d'Edward Hawke). Elle est adopte son nom actuel en 1836.